# Aeropuerto Internacional Rarotonga
El Aeropuerto Internacional Rarotonga  (en inglés: Rarotonga International Airport) (IATA: RAR, ICAO: NCRG) es la principal puerta de entrada internacional de las Islas Cook, que se encuentra en la ciudad y el distrito de Avarua, Rarotonga, a 3 km al oeste del centro de la ciudad en la costa norte.
El aeropuerto fue inaugurado en 1975 en el sitio de una antigua base de Estados Unidos de la Segunda Guerra Mundial.
En 2003, la terminal y de salida y el check-in fueron renovados a un costo de US $ 650.000.
Un proyecto de reconstrucción de $ 8,5 millones se inició en 2009 para modernizar y ampliar las instalaciones de la terminal existente. La terminal nueva fue inaugurada oficialmente el 22 de junio de 2010. 

## Aerolíneas y destinos

### Destinos internacionales
| Ciudades por países | Nombre del aeropuerto                    | Aerolíneas                                       | Aeronaves         | Frecuencias semanales |              |
| Norteamérica        | Norteamérica                             | Norteamérica                                     | Norteamérica      | Norteamérica          | Norteamérica |
| ------------------- | ---------------------------------------- | ------------------------------------------------ | ----------------- | --------------------- | ------------ |
| Estados Unidos      |                                          |                                                  |                   |                       |              |
| Los Ángeles         | Aeropuerto Internacional de Los Ángeles  | Air New Zealand                                  | A32x              |                       |              |
| Oceanía             |                                          |                                                  |                   |                       |              |
| Australia           |                                          |                                                  |                   |                       |              |
| Sídney              | Aeropuerto Internacional Kingsford Smith | Air New Zealand Jetstar Airways                  | A32x A321-251NXLR |                       |              |
| Nueva Zelanda       |                                          |                                                  |                   |                       |              |
| Auckland            | Aeropuerto Internacional de Auckland     | Air New Zealand Jetstar Airways Virgin Australia | B787-9 A32x B737  |                       |              |
| Christchurch        | Aeropuerto Internacional de Christchurch | Virgin Australia (Estacional)                    | B737              |                       |              |
| Polinesia Francesa  |                                          |                                                  |                   |                       |              |
| Papeete             | Aeropuerto Internacional Faa'a           | Air Tahiti Nui                                   | B787-9            |                       |              |